# Goran Obradović (fotbalista, 1976)
Goran Obradović (srbsky Горан Обрадовић; * 1. března 1976 Aranđelovac) je bývalý srbský profesionální fotbalista, který nastupoval na postu záložníka.

## Kariéra
Narodil se ve městě Aranđelovac, v roce 1996 vstoupil do klubu Partizan a strávil v něm další čtyři a půl roku. Vyhrál tři velké trofeje s Crno-beli, dva domácí ligové tituly (1997 a 1999) a jeden národní pohár v roce 1998. V zimě 2001 vstoupil do švýcarského klubu Servette. Krátce také hrál v klubech St. Gallen a Vaduz, než v roce 2005 přešel ke klubu Sionu. Následně zde strávil následujících sedm sezón a třikrát vyhrál Švýcarský pohár (2006, 2009 a 2011).

## Vyznamenání
Partizan
- Prva savezna liga: 1996–97, 1998–99
- Fotbalový pohár Srbska a Černé Hory: 1997–98

Sion
- Švýcarský pohár: 2005–06, 2008–09, 2010–11